# Ich komme
Ich komme is een Fins- en gedeeltelijk Duitstalig lied, geschreven door Christel Martina Roosberg en Jori Roosberg en uitgevoerd door de Finse zangeres Erika Vikman. Het nummer vertegenwoordigt Finland op het Eurovisiesongfestival 2025 in Bazel.

## Achtergrond
Vikman had eerder al deelgenomen aan de Finse preselectie Uuden Musiikin Kilpailu 2020. Op 8 januari 2025 maakte de Finse omroep Yleisradio bekend dat zij opnieuw zou deelnemen aan Uuden Musiikin Kilpailu 2025. Een week later werd haar inzending Ich komme onthuld. Het nummer werd geproduceerd door de schrijvers, en het masteringproces werd verzorgd door Svante Forsbäck.
De finale van UMK vond plaats op 8 februari 2025. Hoewel Vikman bij de jury slechts tweede werd, won zij overtuigend het televoting met 41% van de stemmen en kreeg zo het recht om Finland te vertegenwoordigen op het Eurovisiesongfestival.

## Inhoud
Volgens Vikman kwam het idee van het nummer van de schrijvers, nadat zij een video zagen waarin Vikman Duits sprak met haar partner. Aanvankelijk werd een ander genre overwogen, maar de eerste demoversie wist haar meteen te overtuigen. Het lied gaat volgens Vikman over genot, extase en trance, en bepleit seksuele zelfbeschikking zonder taboes.
De titelzin Ich komme komt vooral voor in de achtergrondzang van het refrein; het grootste deel van de tekst is in het Fins.
Het nummer werd op 16 januari 2025 digitaal uitgebracht als muziekstream.

## Op het Eurovisiesongfestival
Met Ich komme neemt Finland deel aan het Eurovisiesongfestival 2025 in Bazel. Het land trad aan in de tweede helft van de tweede halve finale op 15 mei 2025, waar het een plek bemachtigde voor de finale op 17 mei.

## Receptie
Lotta Mikkilä van de krant Helsingin Sanomat merkte op dat Ich komme sterk doet denken aan eerdere werken van Chisu (Christel Roosberg). Ze beschreef het lied als een van de sterkste inzendingen van UMK, al is het minder geschikt voor een dansfeest. Het nummer mengt elementen van Finse disco en elektronische muziek.
Vanwege de Duitstalige titel kreeg het lied ook aandacht van Duitstalige media.